# Cantón de Guîtres
El cantón de Guîtres era una división administrativa francesa, que estaba situada en el departamento de Gironda y la región de Aquitania.

## Composición
El cantón estaba formado por trece comunas:
- Bayas
- Bonzac
- Guîtres
- Lagorce
- Lapouyade
- Maransin
- Sablons
- Saint-Ciers-d'Abzac
- Saint-Denis-de-Pile
- Saint-Martin-de-Laye
- Saint-Martin-du-Bois
- Savignac-de-l'Isle
- Tizac-de-Lapouyade

## Supresión del cantón de Guîtres
En aplicación del Decreto nº 2014-192 de 20 de febrero de 2014, el cantón de Guîtres fue suprimido el 22 de marzo de 2015 y sus 13 comunas pasaron a formar parte del nuevo cantón de Norte de Libourne.